# Nina Englich
Nina Englich (Bochum, 18 de abril de 1976) es una deportista alemana que compitió en lucha libre. Ganó 3 medallas de bronce en el Campeonato Mundial de Lucha entre los años 1995 y 2001, y 5 medallas en el Campeonato Europeo de Lucha entre los años 1996 y 2002.

## Palmarés internacional
| Campeonato Mundial | Campeonato Mundial         | Campeonato Mundial | Campeonato Mundial |
| Año                | Lugar                      | Medalla            | Categoría          |
| ------------------ | -------------------------- | ------------------ | ------------------ |
| 1995               | Moscú (Rusia)              | Medalla de bronce  | 70 kg              |
| 1997               | Clermont-Ferrand (Francia) | Medalla de bronce  | 78 kg              |
| 2001               | Sofía (Bulgaria)           | Medalla de bronce  | 75 kg              |
| Campeonato Europeo |                            |                    |                    |
| Año                | Lugar                      | Medalla            | Categoría          |
| 1996               | Oslo (Noruega)             | Medalla de oro     | 70 kg              |
| 1997               | Varsovia (Polonia)         | Medalla de plata   | 68 kg              |
| 1998               | Bratislava (Eslovaquia)    | Medalla de oro     | 75 kg              |
| 2001               | Budapest (Hungría)         | Medalla de bronce  | 75 kg              |
| 2002               | Seinäjoki (Finlandia)      | Medalla de plata   | 72 kg              |